# 罗伯特·保罗
罗伯特·保罗（英語：Robert Paul，1937年6月2日—），加拿大男子花样滑冰运动员。他曾代表加拿大参加1956年和1960年冬季奥林匹克运动会花样滑冰比赛，其中1960年冬季奥运会获得一枚金牌。